# Nissan Pivo
De Nissan Pivo is een conceptauto van het Japanse merk Nissan. De Pivo werd geïntroduceerd tijdens de Tokyo Motor Show van 2005. In 2007 werd de opvolger van de Pivo gepresenteerd: de Nissan Pivo 2.

## Model
De Nissan Pivo is de eerste auto waarbij de cabine 360 graden draaibaar is. In combinatie met compacte afmetingen levert dit een grote manoeuvreerbaarheid op. De bestuurder beschikt over diverse camera's die de dode hoeken zichtbaar maken op een videodisplay. De Pivo is een volledig elektrisch aangedreven auto. De bestuurderspositie is aangepast en in het midden van het auto geplaatst met een passagiersstoel aan weerskanten.